# JOTT
JOTT (Just Over The Top) est une marque marseillaise de vêtements.
Son produit phare est une doudoune en duvet ultra-légère, compactable, déclinée en une large palette de couleurs.

## Histoire
La marque est créée en 2010 par deux cousins marseillais d'alors 20 ans, Mathieu et Nicolas Gourdikian.
Après une année 2014 qui voit JOTT vendre 250 000 doudounes, la marque ouvre une première boutique au centre commercial des Terrasses du Port à Marseille, une deuxième à Brest et une troisième à Aix-en-Provence. La marque se développe alors en franchise et ouvre 20 magasins en 2016 dont un premier à l'étranger à Munich. Cette même année, un million de doudounes sont vendues.
Le 31 janvier 2021, le fonds d’investissement L Catterton, lié à la société LVMH, acquiert une participation majoritaire dans la marque et confie la direction de Jott à Didier Lalance, ancien vice-président de Lacoste.
En 2022, le groupe JOTT déménage son siège dans le quartier La Conception, dans le 5e arrondissement de Marseille, au sein d'un ancien bâtiment industriel, qui abrite un show-room de 80 m2 et de grands espaces de travail.
Fin août 2024, Jott annonce que Benjamin Durand-Servoingt devient PDG de la marque.

## Boutiques
Fin 2022, la marque compte 130 boutiques en France (dont 15 en propre) et 70 à l'étranger (dont 23 en Chine) et prévoit d'ouvrir 500 magasins en quatre ans.
Le groupe va inaugurer en 2023 une plateforme logistique de 15 000 m2 à Fos-sur-Mer, à proximité du port Marseille-Fos, qui permettra de rapatrier 90 % des flux de marchandises qui transitent par le port du Havre.

## Fabrication
Les produits JOTT sont des créations françaises, imaginées et modélisées à Marseille. La fabrication est confiée à un fabricant asiatique. Les lignes de mailles sont produites au Portugal.